# Wenzhou
Wenzhou (溫州T, 温州S, Wēn ZhōuP, nota anche con l'antico nome Ou in mandarino, 甌T, 瓯S, ŌuP) è una città-prefettura situata nella parte sud-orientale della provincia cinese dello Zhejiang. Ha una popolazione di 9190374 abitanti (2017). Ha una superficie di 1082 km².
Confina a ovest con Lishui, a nord con Taizhou e a est si affaccia sul Mar Cinese Orientale.

## Geografia fisica
L'area di Wenzhou è montuosa a ovest e pianeggiante a est ed è attraversata dai fiumi Ou, Feiyun e Ao, che sfociano nel Mar Cinese Orientale. Il clima è di tipo monsonico subtropicale.

## Origine del nome
L'antico nome della città di Wenzhou era Ou. I suoi primi abitanti, detti ouren, si insediarono nell'area 4000 anni fa e provenivano dal lago Tai Hu, secondo l'opinione prevalente. All'interno della parola ouren si riconosce il carattere wa che significa "recipiente di terracotta", un riferimento alla produzione dei vasi ben diffusa tra questi abitanti. Inoltre, nello Shan Hai Jing il termine Ou è legato alla sericoltura, altra attività in cui eccellevano gli ouren.
L'attuale nome Wenzhou risale al 674, quando la città venne battezzata in tal modo per via del clima mite (wen) presente tutto l'anno.

## Storia
Secondo lo studioso Lin Yixiu dell'Università di Wenzhou, coloro che si insediarono nella zona del lago Tai Hu e in seguito nello Zhejiang meridionale furono gli xuren, un popolo non han emigrato anticamente nello Shandong e nel Liaodong, nella Cina nordorientale. Queste popolazioni si sarebbero poi spostate a sud per sfuggire all'influenza han. Parte degli xuren si integrò con gli aborigeni yue, dai quali discendono gli ou di Wenzhou. I rinvenimenti delle tombe megalitiche in pietra nello Zhejiang meridionale testimoniano la presenza degli xuren nell'area tra la fine della dinastia Shang e l'inizio del periodo delle primavere e degli autunni (1100-770 a.C.).
La città di Wenzhou venne costruita nel 192 a.C., quando venne istituita capitale del regno di Dong'ou per volere dell'imperatore Han Huidi. Inizialmente fu collocata a nord del fiume Ou, in quanto l'area meridionale era ancora acquitrinosa. Quando nel 138 d.C. venne stabilita la contea di Yongning, nella zona arrivarono importanti governatori come il calligrafo Wang Xizhi, il poeta Xie Lingyun, lo storico Pei Songzhi e il letterato Wang Yun, determinanti nello sviluppo della cultura locale. Nello stesso periodo nacquero la ceramica e la porcellana Ou, che Lu Yu (733-804) definisce progenitrici della ceramica e della porcellana cinese.
Durante la dinastia Tang Wenzhou si affermò come città commerciale, i cui scambi marittimi contribuirono alla fine dell'isolamento culturale dell'area. Nacquero scuole e accademie e si diffusero le principali correnti filosofiche della Cina, ovvero il confucianesimo, il taoismo e il Buddismo. La ribellione di An Lushan avvenuta nel nord della Cina pose fine agli scambi commerciali con l'Asia centrale e incrementò quelli marittimi, in particolare tra Wenzhou e il Giappone e la Corea. Con la fine della dinastia Tang nel 907, Wenzhou divenne parte del regno di Wuyue e vi fu costruita una seconda cerchia di mura e una città interna (zhicheng), che da allora iniziò a ospitare la sede del governo cittadino. Con l'approdo della corte Song nel1 1130 la città si espanse oltre le mura. La prosperità del commercio portò alla fondazione della Scuola di Yongjia e alla nascita dell'opera Nánxì, la più antica forma di opera cinese in assoluto.
Durante la dinastia Ming il commercio marittimo con l'estero venne interdetto e a Wenzhou vennero promosse iniziative per gli scambi interni. A questo periodo risalgono l'avvio di numerosi progetti idraulici e la costruzione di fortezze lungo la costa, nelle quali i militari vi coltivavano la terra in tempo di pace, incrementando la produzione di cereali. Si sviluppò l'arte della tessitura e della tintura, in particolare la produzione della pregiata seta kesi e del broccato.
Nel 1877 venne aperto in città il consolato della Gran Bretagna sull'isola di Jiangxin Yu, il porto venne riaperto al commercio estero e fu istituita la dogana. Il pensiero progressista di quegli anni portò alla nascita di giornali, biblioteche, ospedali, scuole femminili e uffici postali, nonché all'allacciamento dell'elettricità e alla diffusione dei costumi occidentali che resero Wenzhou una delle città più aperte della nazione.

## Monumenti e luoghi d'interesse

### Architetture religiose

#### Templi taoisti

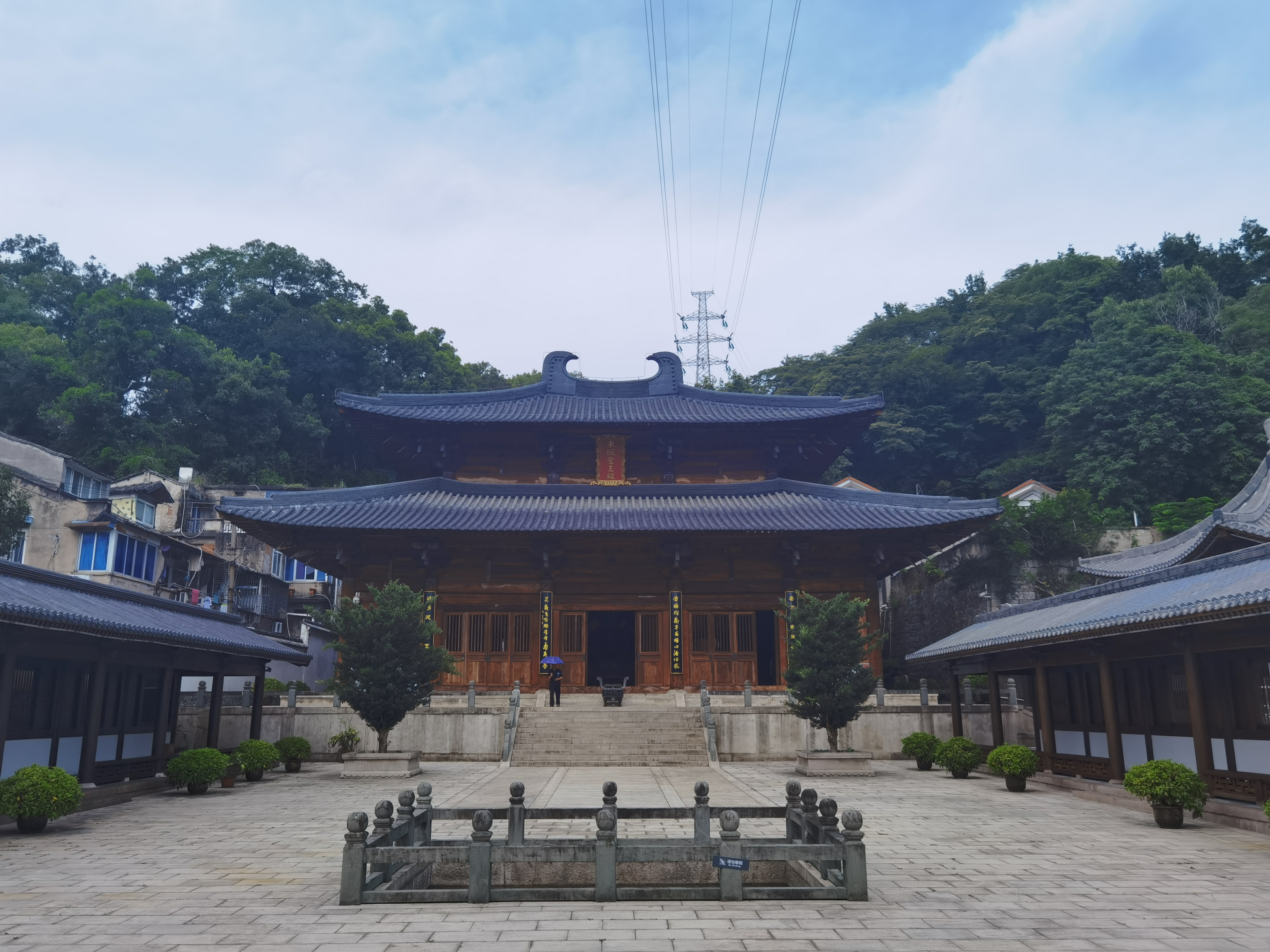
Il Tempio dedicato al re di Dong'Ou

- Il Tempio dedicato al re di Dong'Ou, dedicato a Zou Yao, un edificio in legno ricostruito alle falde ovest del Colle Huagaishan. Il portale di ingresso, di epoca Ming, è l'unico elemento originale presente.[8]
- Il Tempio Yongningsi, dedicato a Yongning, personaggio dell'opera nánxì Ximaqiao.[9]
- Il Tempio Yangfumaio, di fede taoista e dedicato alla divinità licoale del mare Yangfu Houwang.[10]
- L'antico Tempio Zuishengsi, sito a est del colle Guogongshan.[11]
- La Pagoda Jingguangta, che ospita le reliquie del monaco Xuanjue (665-713).[11]
- Il Tempio Miaguosi, sul colle Songtaishan.[11]
- La Pagoda Xunta, sul colle Xunshan.[11]
- Il Tempio Jiangxinsi.[12]

#### Chiese
- La chiesa protestante di Huayuanxiang, la più antica della città.[13]
- La chiesa metodista di Chengxi, eretta nel 1878 a ovest della città.[13]
- La Cattedrale di San Paolo, ricostruita nel 1888.[14]

### Architetture civili

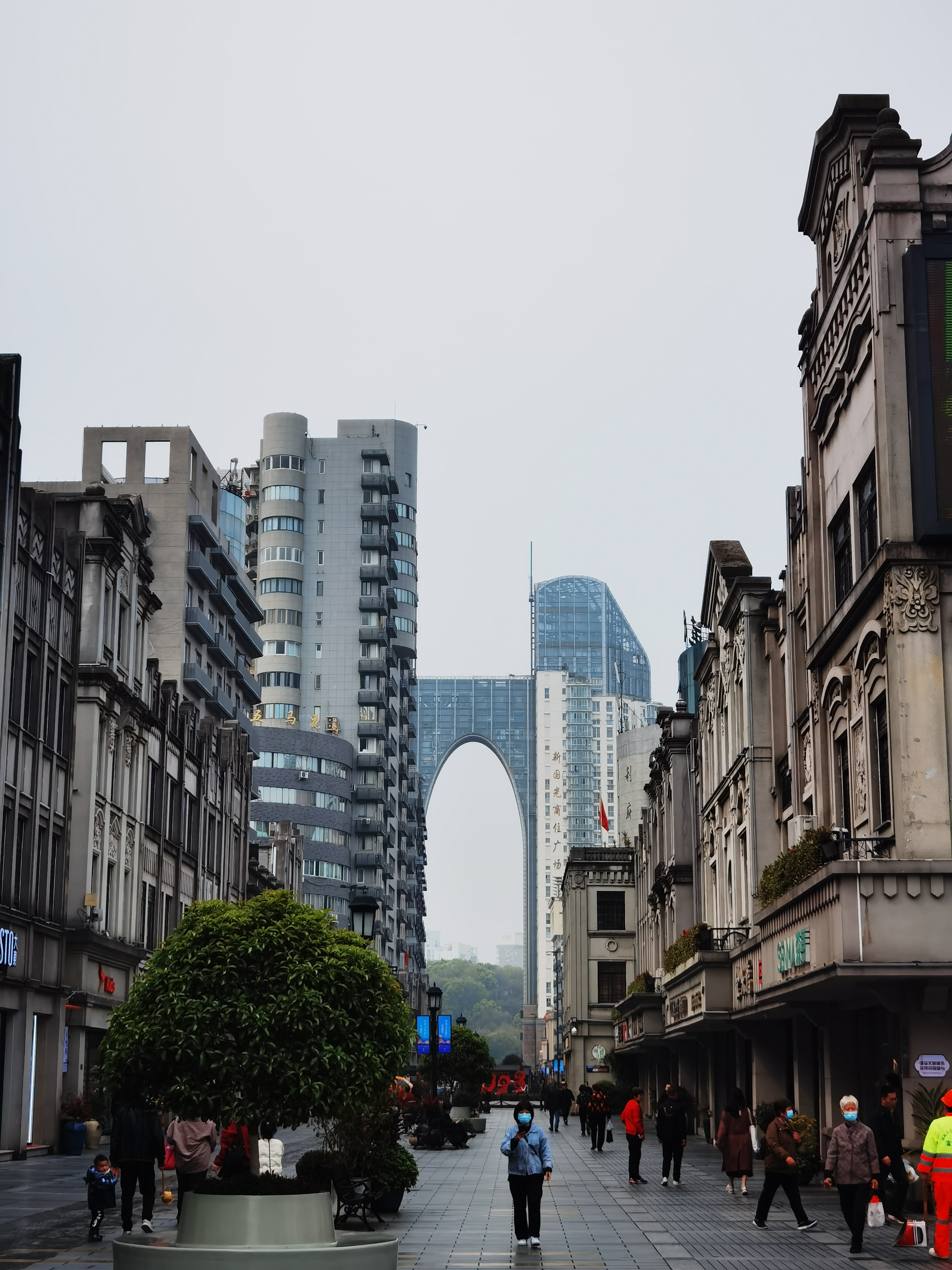
La via Wuma in centro a Wenzhou

- Il Padiglione Baijingting, eretto a inizi '900 dal mercante Wang Yongshan nel giardino della sua casa[15]
- Il Li Zhai, l'antico palazzo della famiglia Li, costruito tra il XIX secolo e il 1912[15]
- L'ex palazzo della Banca Lianchang Qianzhuang, sito in via Kanglefang, in stile occidentale[16]
- Lo Huzhiai, palazzo residenziale della famiglia Hu in stile occidentale risalente agli anni '30.[17]
- Il palazzo dell'ex sede della Yongchuan Lunchuanju, compagnia di navigazione privata, caratterizzato da un'imponente balconata e dal caratteristico portone d'ingresso.[17]
- Lo Yuezhai, palazzo residenziale della famiglia Yue, con pilastri decorati da sculture in mattoni.[18]
- Il Chishanglou, complesso di edifici dedicato al poeta Xie Lingyun.[19]
- Il Palazzo Yuhuandian, risalente all'ultimo periodo Qing.[20]

### Architetture militari
- La Torre Qialou, detta l'antica Torre del Tamburo di Wenzhou, risale al 907 ed era la porta meridionale della città interna.[21]

### Altro
In città è sito il lago Jiushanhu, letteralmente "lago dei nove monti" in riferimento ai nove colli lungo la riva sud del fiume Ou che nel IV secolo ispirarono il geomante Guo Pu nella costruzione della città. I nove colli sono Haitanshan, Guogongshan, Huagaishan, Songtaishan, Jigushan, Xunshan, Renwang, Lingguan e Huangtu.
Guo Pu dettò anche la costruzione di 28 pozzi, 8 dei quali sono beni culturali protetti dalla città. Altri 11 non sono tutelati ma presentano ancora l'aspetto originale, mentre i restanti 9 sono stati ricoperti oppure non se ne conosce la localizzazione.

### Aree naturali

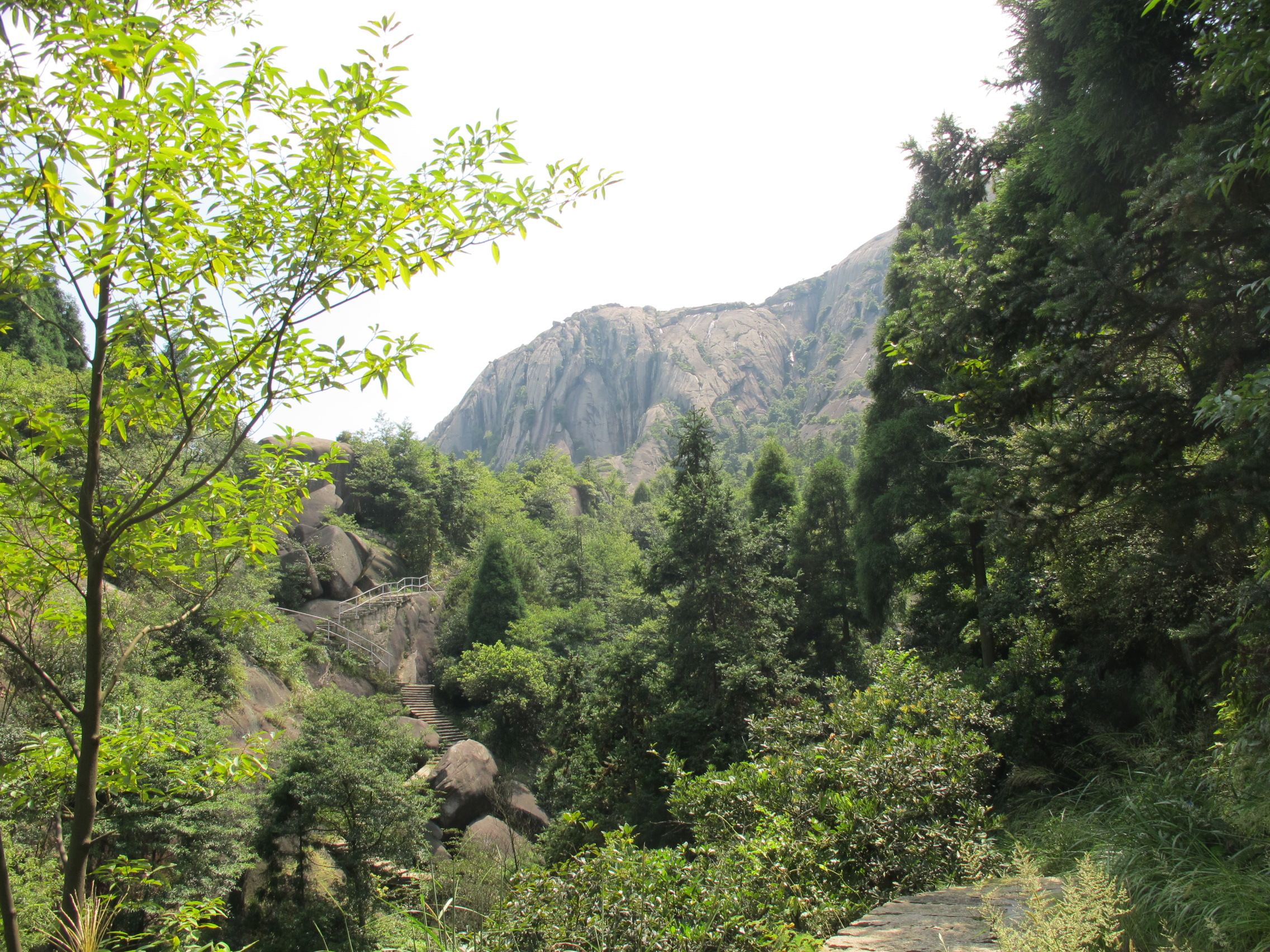
Il monte Daluoshan

Nell'area paesaggistica di Wenzhou è sito il monte Daluoshan, meta di escursioni turistiche che ospita boschi di abeti e di bambù, nonché frutteti di mandarini e yangmei. Il suo sito più famoso è la Spina dorsale del drago (Longji), una roccia lunga e stretta soggetta a erosioni e distesa lungo il pendio di una vallata.

## Società

### Lingue e dialetti
Il dialetto di Wenzhou è una variante meridionale della lingua wu e del cantonese, parlati nella Cina centro orientale. Questo dialetto estremamente complesso si è sviluppato assieme alla particolare cultura dell'area, che ha vissuto un certo isolamento per via della presenza di monti e baie, oltre che al clima caldo e umido. Il dialetto di Wenzhou presenta alcune somiglianze con il cinese antico e con il dialetto del Fujian.

### Religione
Wenzhou viene chiamata "la Gerusalemme dell'Oriente" per via della consistente eredità culturale che i missionari cristiani hanno lasciato nel corso dei secoli.

## Cultura

### Istruzione

#### Biblioteche

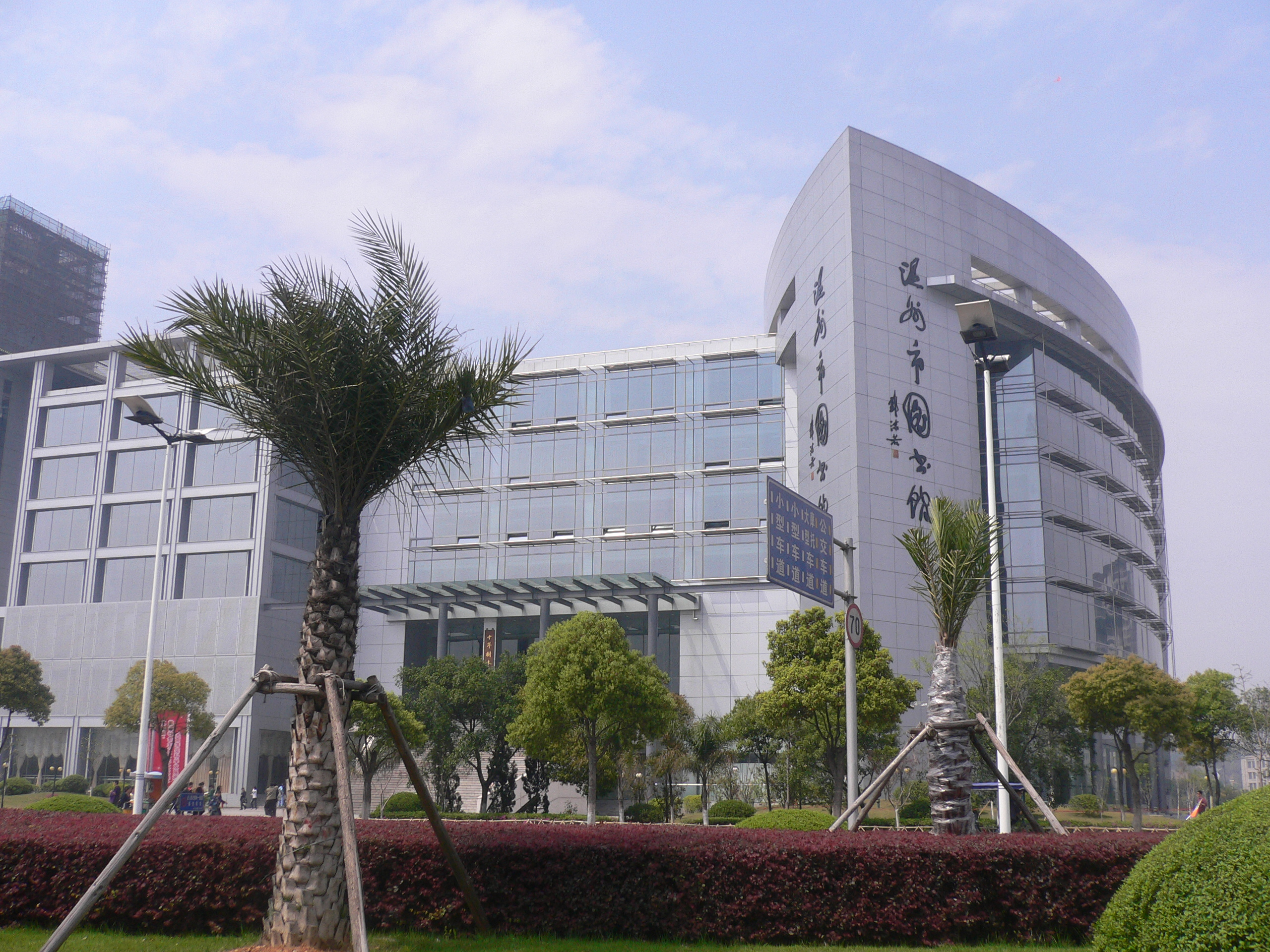
La biblioteca di Wenzhou

La prima biblioteca pubblica della città venne fondata nel 1919 sul lago Jiushanhu, presso il Giardino Zhouyuan. Il Padiglione Kuixingge ospita la biblioteca Ohuai, fondata nel 1926 dallo studioso Gu Yinhou e associata alla prima scuola media privata dello Zhejiang meridionale.

#### Musei
- Il Museo di Wenzhou.[26]
- Il Museo dell'Opera Nánxì, sito presso il palazzo della banca Yikang Qianzhuang, nel centro storico cittadino.[16]
- Il Museo di Storia dell'Educazione di Wenzhou, sito presso il lago Jiushanhu.[22]
- Il Museo commemorativo di Zheng Zhenduo, dedicato all'omonimo letterato.[23]
- Il Museo di arti marziali di Wenzhou.[27]
- Il Museo del folclore di Wenzhou, presso l'università.[28]

### Arte
Wenzhou è una delle culle del Nanquan, una sorta di boxe tipica della Cina meridionale.
In campo artistico, la porcellana celadon di Wenzhou è particolarmente rinomata. I primi manufatti rinvenuti a Wenzhou sono caratterizzati da un solido corpo di caolino e da uno strato di vetrina spesso e trasparente, diventato in seguito più sottile.

### Teatro

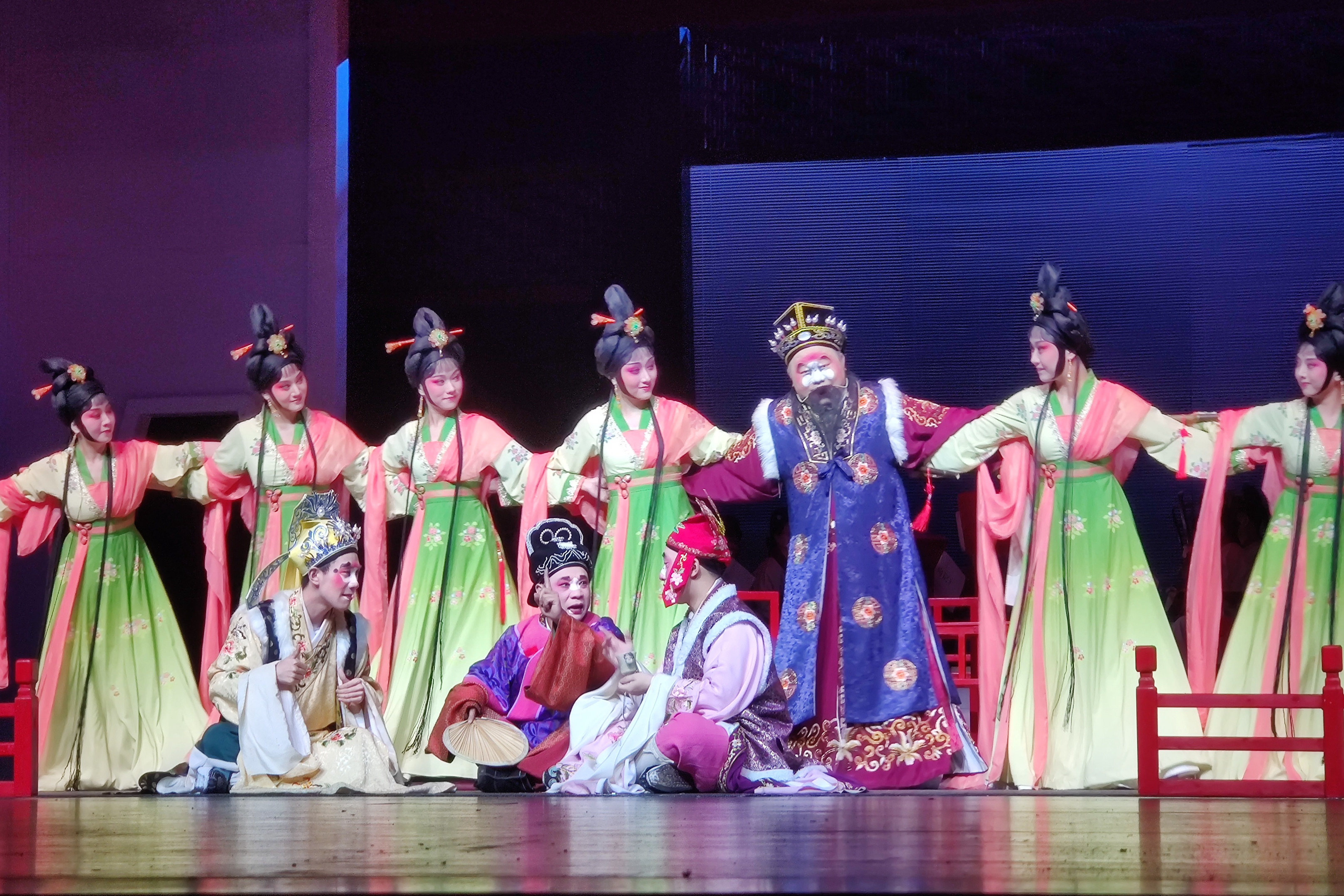
Rappresentazione di opera Ouju

Wenzhou è la patria dell'opera Nánxì, la più antica forma di opera cinese in assoluto. Questo genere teatrale è rappresentato dalla Compagnia di Yueju, fondata a Wenzhou nel 1951.
Un'altra forma teatrale della città è l'opera Ouju, risalente agli inizi del XVII secolo. Gli spettacoli di questo genere operistico sono tenuti dalla Compagnia dell'Opera Ouju di Wenzhou.
Nelle zone di Wenzhou e di Lishui è diffuso anche il genere operistico Guci, con oltre 1800 artisti attivi. Nel 2006 il Guci è stato dichiarato patrimonio culturale immateriale di livello statale.

### Cucina
La cucina di Wenzhou è basata prevalentemente sul consumo di pesce e frutti di mare. I sapori risultano delicati e si fa ampio uso di zenzero e di vino di riso. Su 500 piatti tipici, 46 sono stati inseriti nel registro "Ricette della Cina". Alcuni di essi sono i filetti di pesce ai tre sapori (Sanse Qiaoyu), la pelle di squalo all'aglio (Suanzi Yupi), il granchio all'ibisco (Furong Youmou) e lo stufato di anatra con Dendrobium officinale (Shihu Laoya).

## Geografia antropica

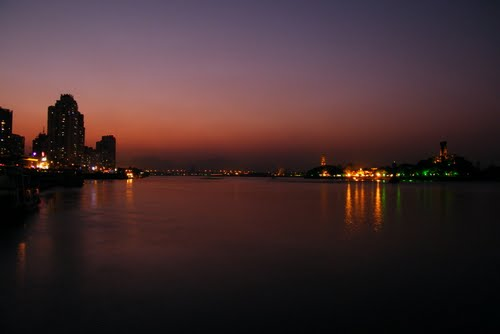
Il fiume Ou, vista notturna

### Suddivisioni amministrative
La città di Wenzhou attualmente amministra 3 distretti, 2 città-contee, e 6 contee.
- Distretto di Lucheng (鹿城区)
- Distretto di Longwan (龙湾区)
- Distretto di Ouhai (瓯海区)
- Rui'an città (瑞安市)
- Yueqing città (乐清市)
- Contea di Yongjia (永嘉县)
- Contea di Pingyang (平阳县)
- Contea di Cangnan (苍南县)
- Contea di Dongtou (洞头县)
- Contea di Wencheng (文成县)
- Contea di Taishun (泰顺县)

## Economia

### Artigianato
Wenzhou è definita "la terra dei cento mestieri" per via delle numerose attività artigianali che si tengono nell'area, come la cardatura del cotone, la tessitura, la lavorazione del legno e la lavorazione di scarpe e borse.
Shuitou, una località nei pressi di Wenzhou, è nota per essere un importante centro della pelletteria. Sui monti di Zeya invece si produce manualmente la carta di bambù, mentre nel 2010 la stampa a caratteri mobili del villaggio di Dongyuan è stata inserita nella lista del patrimonio culturale immateriale che necessita di urgente tutela dell'UNESCO.

## Infrastrutture e trasporti

### Porti
Il porto di Wenzhou è situato sul delta del fiume Ou a 219 miglia marine da Ningbo e a 203 da Taiwan. Dispone di un porto interno fluviale e di un porto esterno marittimo.

## Amministrazione

### Gemellaggi
- Prato